# Jicchak Jakubowicz

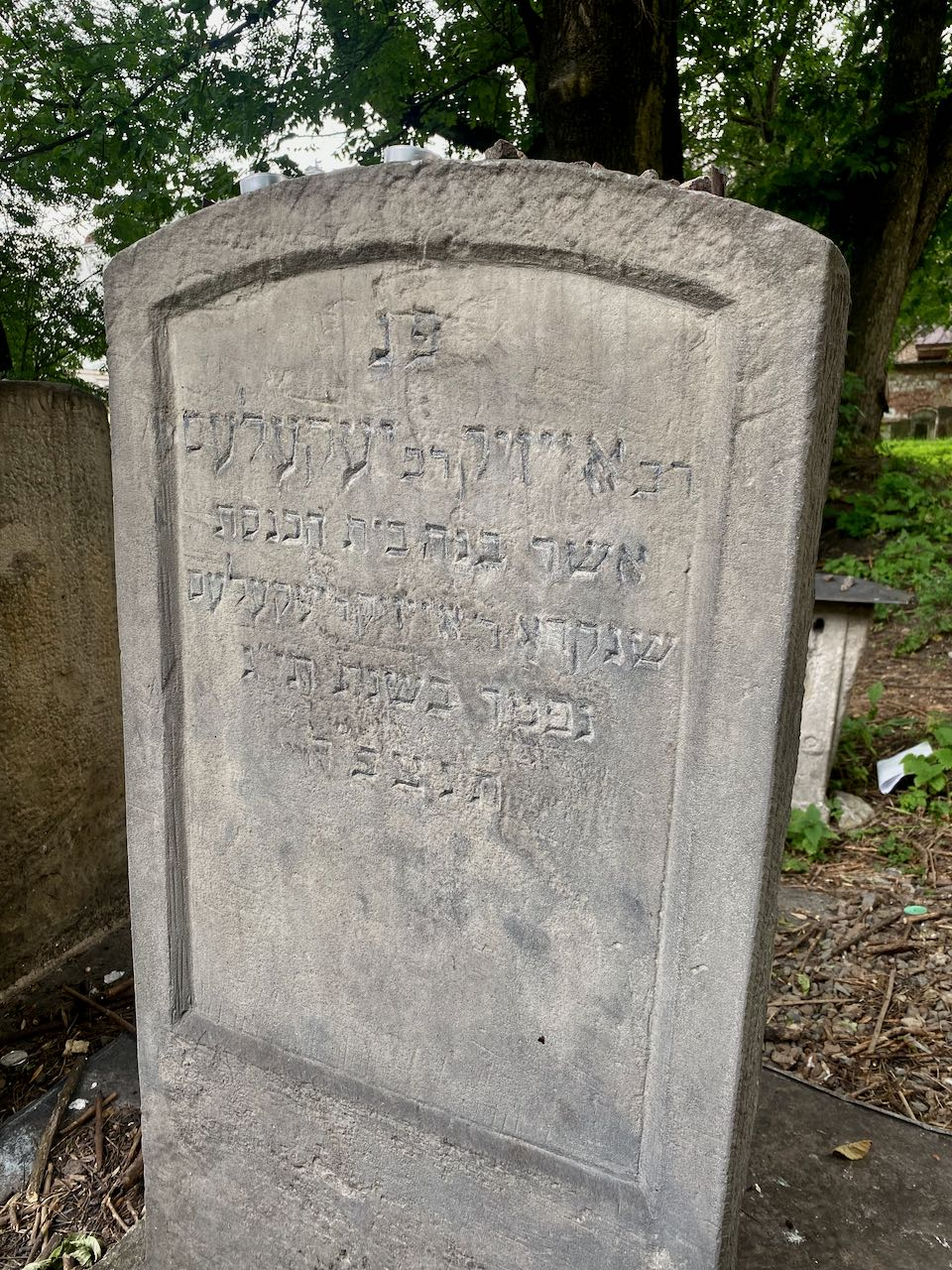
Náhrobek Izáka Jakubowicze na Starém židovském hřbitově v Krakově.

Jicchak Jakubowicz, též Izaak Jakubowicz, Ajzyk Jekeles, Rabbi Eyzig nebo Ejzik (jidiš אייזיק יעקליש) (? - až 1653 Krakov) byl židovský finančník, podnikatel, stavitel a starosta židovské obce v 17. století v Krakově.

## Život
Není známo, kdy se přesně narodil, nejspíše však někdy na konci 16. století a téměř jistě se ví, že to bylo v Krakově, ve zde usedlé rodině Jekelesů. Zřejmě měl rabínské vzdělání. Věnoval se obchodu a bankovnictí, zejména půjčování peněz. Téměř celý život zároveň zastával funkci parnase - starosty - krakovské židovské obce. Byl jedním z nejbohatších a nejváženějších obyvatel města. Ejzikův sociální status lze analogicky srovnat snad jen s pražským Mordechajem Maislem. Podobně jako tomu učinil Maisl v Praze, tak i Ejzik nechal v Kazimierzi ke konci života vystavět na vlastní náklady novou, nádhernou renesanční synagogu. Povolení ke stavbě, signované polským králem Vladislavem IV., je z 30. května 1638. Budova se dochovala dodnes a nese název Izákova synagoga a stojí ve stejnojmenné ulici ve čtvrti Kazimierz.

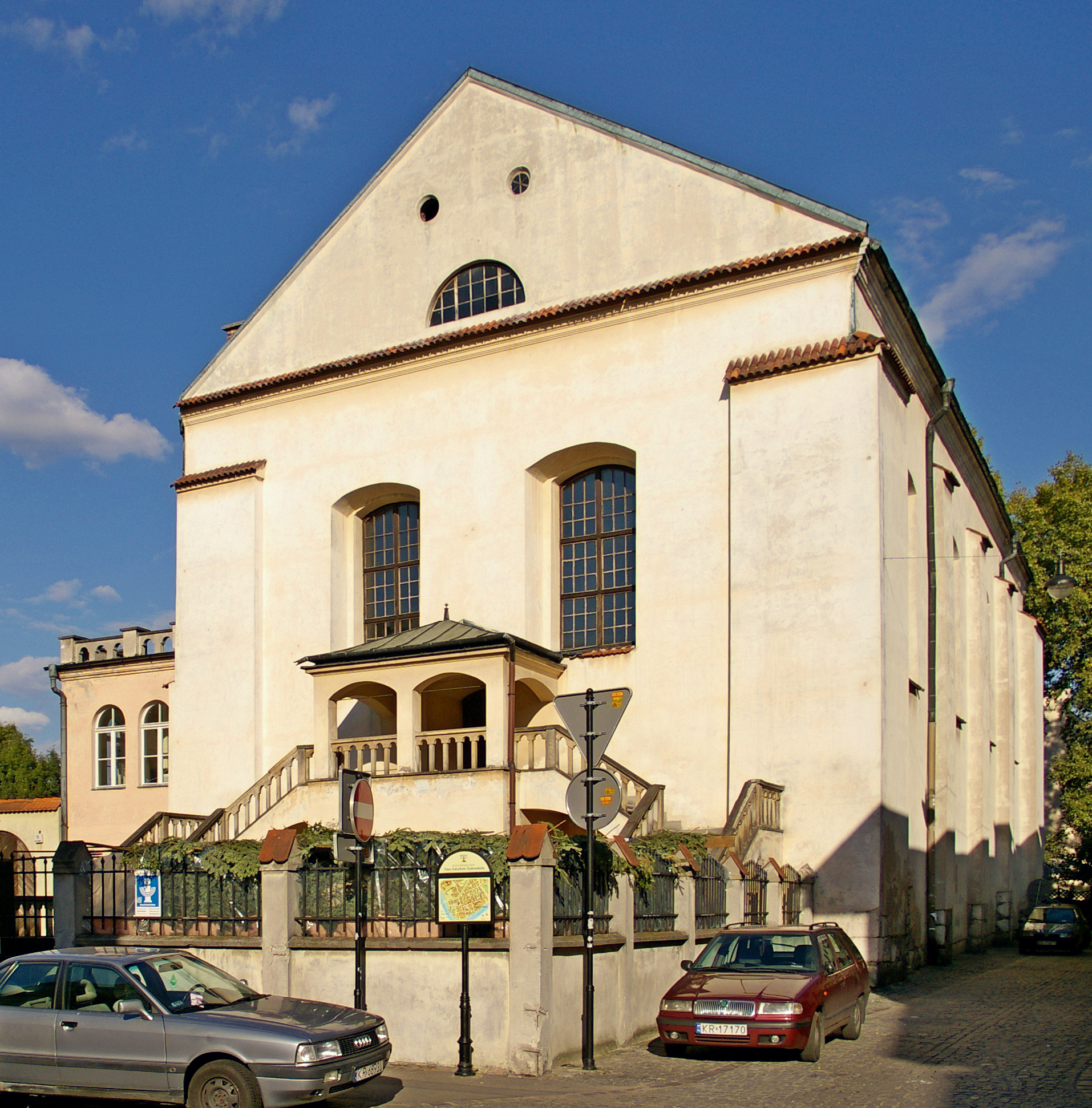
Izákova synagoga, kterou nechal na vlastní náklady Jakubowicz postavit r. 1644 podle návrhu italského architekta Francesca Olivierriho.

## Náhrobek
Izaak Jakubowicz zemřel r. 1653 a byl pochován na Starém židovském hřbitově Remu. Jeho náhrobek zde je k nalezení dodnes (na rozdíl od mnoha jiných přečkal holocaust). Malou kuriozitou je, že po osvobození v r. 1945 byl vztyčen Izáku Jakubowiczowi náhrobek nový, protože hřbitov byl během války zdevastován a existovala nesprávná domněnka, že původní náhrobek se nedochoval. Nová maceva stojí v nesprávné řadě.